# Kaplan (priimek)
Kaplan je priimek v Sloveniji, ki ga je po podatkih Statističnega urada Republike Slovenije na dan 1. januarja 2010 uporabljalo 220 oseb.

## Znani slovenski nosilci priimka
- Dušan Kaplan, ljubiteljski opazovalec in zapisovalec ljudskega izročila o vremenu.
- Josip Kaplan (1910—1996), skladatelj in glasbeni pedagog

## Znani tuji nosilci priimka
- Eliezer Kaplan (1891—1952), izraelski politik
- Gabriel Kaplan (*1945), ameriški igralec
- Gilbert Kaplan (*1941), ameriški dirigent in poslovnež
- Martin Mark Kaplan (1915—2004), ameriško-švicarski zdravnik virolog
- Jonathan Kaplan (*1947), francosko-ameriški igralec in režiser
- Mihovil Kalpan, hrvaški nogometaš
- Viktor Kaplan (1876—1934), avstrijski inženir, izumitelj hidravlične turbine, ki je dobila po njem ime